# Quinamuiú
O Serrote Quinamuiú é uma formação geológica situada à Oeste da sede do município de Tauá, Ceará, Brasil.
Em dialeto indígena significa "serra perto da água", também local de visitação turística. Seu ponto mais alto tem altitude aproximada de 500 m. Um dos mais belos serrotes do Estado do Ceará.